# Benedict Arnold (film 1909)
Benedict Arnold è un cortometraggio muto del 1909 diretto da J. Stuart Blackton.

## Produzione
Il film fu prodotto dalla Vitagraph Company of America.

## Distribuzione
Distribuito dalla Vitagraph Company of America, il film - un cortometraggio di 209 metri - uscì nelle sale cinematografiche statunitensi il 16 novembre 1909. Nelle proiezioni, veniva programmato con il sistema dello split reel, accorpato in un'unica bobina con un altro cortometraggio prodotto dalla Vitagraph, il documentario Indian Basket Making.
Non si conoscono copie ancora esistenti della pellicola che viene considerata presumibilmente perduta.